# Le Dragon de mon père
Pour plus de détails, voir Fiche technique et Distribution.
Le Dragon de mon père (My Father's Dragon) est un film d'animation irlandais réalisé par Nora Twomey, sorti en 2022.

## Synopsis
Une femme âgée raconte l'histoire de son père, Elmer Elevator. Celui-ci vivait avec sa mère, une marchande de bonbons. Mais, un jour, le magasin doit fermer, et, sans le sou, ils partent vivre dans la grande ville. Elmer espère que sa mère pourra rouvrir un magasin, mais ce n'est pas le cas. En colère, il s'enfuit et se retrouve sur les docks avec un chat qu'il vient de rencontrer. Soudain, ce dernier se met à parler et dit à Elmer que s'il veut trouver de l'argent, il lui faudra trouver un dragon. Le garçon part alors à l'aventure et trouve Boris, un dragon, sur une île sauvage sur le point de couler.

## Fiche technique
- Titre : Le Dragon de mon père
- Titre original : My Father's Dragon
- Réalisation : Nora Twomey
- Scénario : Meg LeFauve d'après le livre jeunesse de Ruth Stiles Gannett
- Musique : Jeff Danna et Mychael Danna
- Montage : Richie Cody
- Production : Bonnie Curtis, Julie Lynn, Tomm Moore et Paul Young
- Société de production : Aniventure, Cartoon Saloon, HB Wink Animation, Higher Ground Productions, Laughing Wild, Mockingbird Pictures, Netflix Animation, Parallel Films
- Pays :  Irlande et  États-Unis
- Genre : Animation, aventure, comédie dramatique et fantastique
- Durée : 99 minutes
- Dates de sortie : 
  - Netflix : 11 novembre 2022

## Doublage

### Voix originales
- Jacob Tremblay : Elmer Elevator
- Gaten Matarazzo : Boris le dragon
- Whoopi Goldberg : le chat
- Ian McShane : Saiwa le gorille
- Golshifteh Farahani : Dela Elevator, la mère d'Elmer
- Dianne Wiest : Iris le rhinocéros
- Rita Moreno : Mme McClaren
- Chris O'Dowd : Kwan le macaque
- Judy Greer : Soda la baleine
- Alan Cumming : Cornelius le crocodile
- Yara Shahidi : Callie
- Jackie Earle Haley : Tamir le tarsier
- Mary Kay Place : la narratrice
- Leighton Meester : Sasha le tigre
- Spence Moore II : George le tigre
- Adam Brody : Bob
- Charlyne Yi : Magda
- Maggie Lincoln : Gertie
- Jack S. A. Smith : Eugene

### Voix françaises
- Tony Sanial : Elmer Elevator
- Gabriel Bismuth-Bienaimé : Boris le dragon
- Chloé Berthier : Dela Elevator
- Féodor Atkine : Saiwa le gorille
- Isabelle Gardien : Iris le rhinocéros
- Aurélie Konaté : Soda la baleine
- Olivier Bénard : Kwan le macaque
- Maïk Darah : le chat
- Sébastien Desjours : Tamir le tarsier
- Cathy Cerda : Mme McClaren
- Sylvia Bergé : la narratrice
- Timothé Bardeau : Eugène
- Mila Pointet : Gertie
- Capucine Lespinas : Sasha le tigre
- Jérôme Pauwels : Cornelius le crocodile
- Baptiste Caillaud
- Laëtitia Amorin
- Colette Venhard

 Source et légende : version française (VF) sur RS Doublage et carton du doublage français.

## Accueil
Le film a reçu un accueil favorable de la critique. Il obtient un score moyen de 73 % sur Metacritic.